# Càries (Lacònia)
|  | Per a altres significats, vegeu «Càries». |

Càries (en llatí Caryae, en grec antic Κάρυαι) era una ciutat de Lacònia a la frontera amb Arcàdia.
Inicialment era una ciutat d'Arcàdia que pertanyia a Tegea però els espartans la van conquerir i la van unir al seu territori, segons diuen Pausànias i Foci. Després de la batalla de Leuctra l'any 371 aC es va revoltar contra Esparta i es va oferir per guiar un exèrcit de Tebes fins a Lacònia, però poc després va ser durament castigada per Arquidam III, que la va ocupar, va fer presoners als seus habitants i els va matar, segons diu Xenofont.
La ciutat era famosa pel seu temple d'Àrtemis anomenada Cariatis, i per la festa anual que se celebrava en honor a aquesta deessa, on les noies verges lacedemònies realitzaven un ball especial, diu Pausànias. Aquesta festa tenia una gran antiguitat, ja que es deia que a la Segona guerra messènica Aristòmenes es va emportar les noies espartanes que ballaven a Càries en honor d'Àrtemis.
Va ser potser a partir d'aquesta festa antiga que els escultors grecs van donar el nom de Cariàtides a les figures de dones dansaires emprades a l'arquitectura en lloc de pilars. Vitruvi dona una altra explicació que sembla poc creïble. Diu que Càries es va revoltar a favor dels perses després de la Batalla de les Termòpiles i que els aliats grecs van atacar la ciutat i la van destruir, matant els homes i prenent captives les dones, i que per commemorar aquesta desventura van fer representacions de les dones a les seves construccions en lloc de columnes.
La situació exacta de Càries va ser tema de discussió. Segons Pausànias es trobava a la via que anava de Tegea a Esparta, però sembla que no era a la via directa sinó en unes carreteres laterals.